# Адитивне змішання кольорів

Адитивні змішування кольорів: додавання червоного до зеленого створює жовтий колір; додаванням всіх трьох первинних кольорів разом створюється білий колір.

Адити́вний ко́лір — це колір, отриманий змішуванням різних світлих тонів, з відтінками червоного, зеленого і синього кольорів — найбільш поширеними основними кольорами, що використовуються в адитивній колірній системі.
Адитивне змішування — це властивість колірної моделі, яка передбачає появу кольорів, зроблених за допомогою об'єднаних компонентів світла, тобто сприйнятий колір можна передбачити шляхом підсумовування числових коефіцієнтів кольорів компонентів. Сучасні формулювання законів Грассмана описують адитивність у кольоровому сприйнятті світлових сумішей з точки зору алгебраїчних рівнянь. Додатковий колір передбачає додавання, а не зміну самих фотонів світла. Ці передбачення можуть бути застосовані лише в обмеженому обсязі елементів з узгодженням кольорів, коли глядачі зустрічаються з невеликими плямами однорідного кольору, виділеними на сірому або чорному тлі.
Моделі адитивних кольорів застосовуються при проєктуванні та випробовуванні електронних дисплеїв, які використовуються для отримання реалістичних зображень, що містять різноманітні набори кольорів, з використанням люмінофорів, які випромінюють світло основних кольорів.
Комп'ютерні монітори й телевізори є найбільш поширеними прикладами адитивного кольору. Дослідження з досить потужною лупою покаже, що кожен піксель в CRT, LCD та більшість інших видів кольорових відеодисплеїв складається з червоного, зеленого і синього субпікселів, світло від яких поєднується в різних пропорціях, щоб отримати всі інші кольори, а також білий і відтінки сірого. Кольорові субпікселі не перекривають один одного на екрані, але, якщо дивитися з достатньої відстані, вони змішуються на сітківці ока, створюючи один і той самий результат, що і зовнішнє накладення.

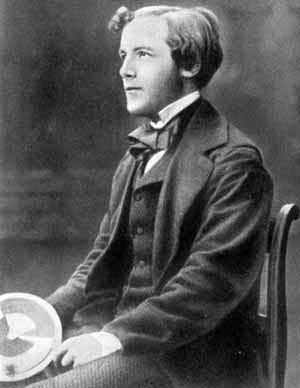
Джеймс Клерк Максвелл, з його кольоровим проєктором, що він використовував для дослідження кольоровідчуття й адитивного кольору

Адитивний колір сам по собі не передбачає нанесення сумішей кольорових фарб, шарів барвників на кольорових фотографіях на плівці. Натомість субтрактивний колір використовується для моделювання зовнішнього вигляду за допомогою пігментів або барвників, таких як ті, що містяться в фарбах та чорнилах.
Поєднанням двох із трьох адитивних основних кольорів у рівних пропорціях утворює адитивний вторинний колір: блакитний, пурпуровий, жовтий. Субтрактивна система, яка використовує основні кольори, що є другорядною адитивною системою, можна розглядати як альтернативний підхід відтворення широкого діапазону кольорів шляхом регулювання пропорційних кількостей червоного, зеленого і синього світла, які досягають очей.
Інший приклад адитивного кольору можна знайти в перекриванні проєктованих кольорових вогнів, що часто використовується для освітлення театральних вистав, концертів, циркових шоу і нічних клубів.
Повна гамма кольорів, доступна в будь-якій системі адитивних кольорів і визначається всіма можливими комбінаціями всіх можливих яскравостей кожного основного кольору в цій системі. У хроматичному просторі колірної гами є площина багатокутника з кутами в основних кольорах. Для трьох основних кольорів це трикутник.
Результати, отримані при змішуванні адитивних кольорів, часто суперечать здоровому глузду для людей, які звикли до субтрактивної системи кольорових пігментів, барвників, чорнил та інших речовин, які представляють колір очей за допомогою відбивання, а не емісії. Наприклад, в системах субтрактивних кольорів, зелений є поєднанням жовтого і блакитного кольору; в адитивнім кольорі червоний плюс зелений — це жовтий. Адитивний колір є результатом того, як око виявляє колір, і не є властивістю світла. Існує величезна різниця між чистим спектральним жовтим світлом з довжиною хвилі близько 580 нм, і сумішшю червоного і зеленого світла, проте, ми не виявимо різниці, і обидва є жовтим світлом для людського ока (див. цитологія, кольоровідчуття).

## Історія

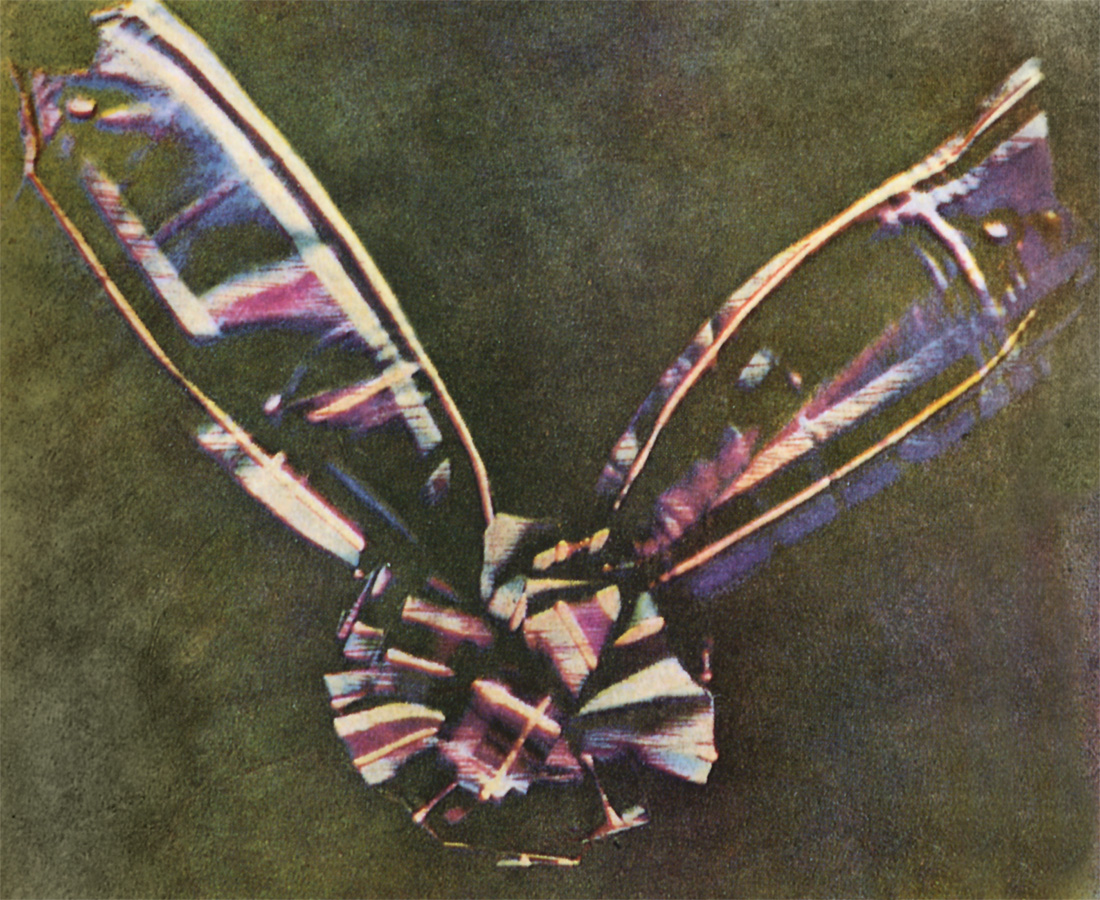
Перша кольорова фотографія, зроблений Томасом Саттоном, під керівництвом Джеймса Клерка Максвелла в 1861 році.

Системи адитивних кольорів мотивовані теорією Юнга-Гельмгольца про триколірне кольоровідчуття, яка була озвучена в 1850 році Германом фон Гельмгольцем, ґрунтуючись на більш ранніх роботах Томаса Юнга. За експериментальну роботу пов'язану з адитивним кольором, Джеймса Клерка Максвелла, іноді вважають за родоначальником адитивного кольору. У нього був фотограф Томас Саттон, що фотографував тартанову стрічку на чорно-білу плівку тричі, спочатку з червоним, потім зеленим, а потім синім кольоровим фільтром над об'єктивом. Три чорно-білі зображення були розроблені, а потім проєктовані на екрані за допомогою трьох різних проєкторів, кожен з яких оснащений відповідним фільтром червоного, зеленого або синього кольорів, використовуваних для досягнення такого вигляду. Приведені у відповідність три зображення (чорно-червоне, чорно-зелене та чорно-синє) утворювали повнокольорове зображення, демонструючи тим самим принципи адитивного кольору.

## Приклади

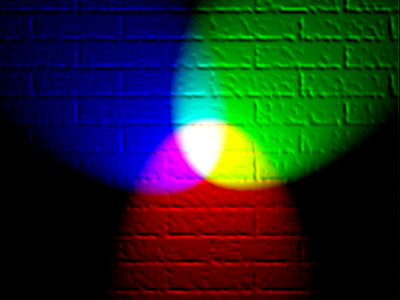
Червоне, зелене і синє світло, що поєднуються шляхом відбивання від білої стіни.

У наступній таблиці демонструється приклад змішування і сприйняття адитивних основних кольорів, крок за кроком.
| Джерело світла    | Зелене (середня довжина хвилі) і червоне (довгохвильові) світло випромінюють від двох різних проєкторів. |
| ----------------- | --- |
| Проєкційний екран | І зелене (середнє) і червоне (довге) світла відбиваються на екрані.                                      |
| Сітківка          | Змішане світло активує середні й довгі хвилі на сітківці приблизно однаково.                             |
| Мозок             | Мозок інтерпретує рівні кількості середніх і довгих сигналів у вигляді жовтого.                          |

Змішання основних кольорів за близькістю: червоні, зелені та сині лінії зближуються, створюючи змішані кольори (натисніть на зображення, щоб збільшити та побачити ефект краще).

Щоб повністю зрозуміти цей процес, треба показати, як отримуються тьмяні кольори при використанні блакитного, пурпурового і жовтого замість червоного, зеленого і синього кольорів.

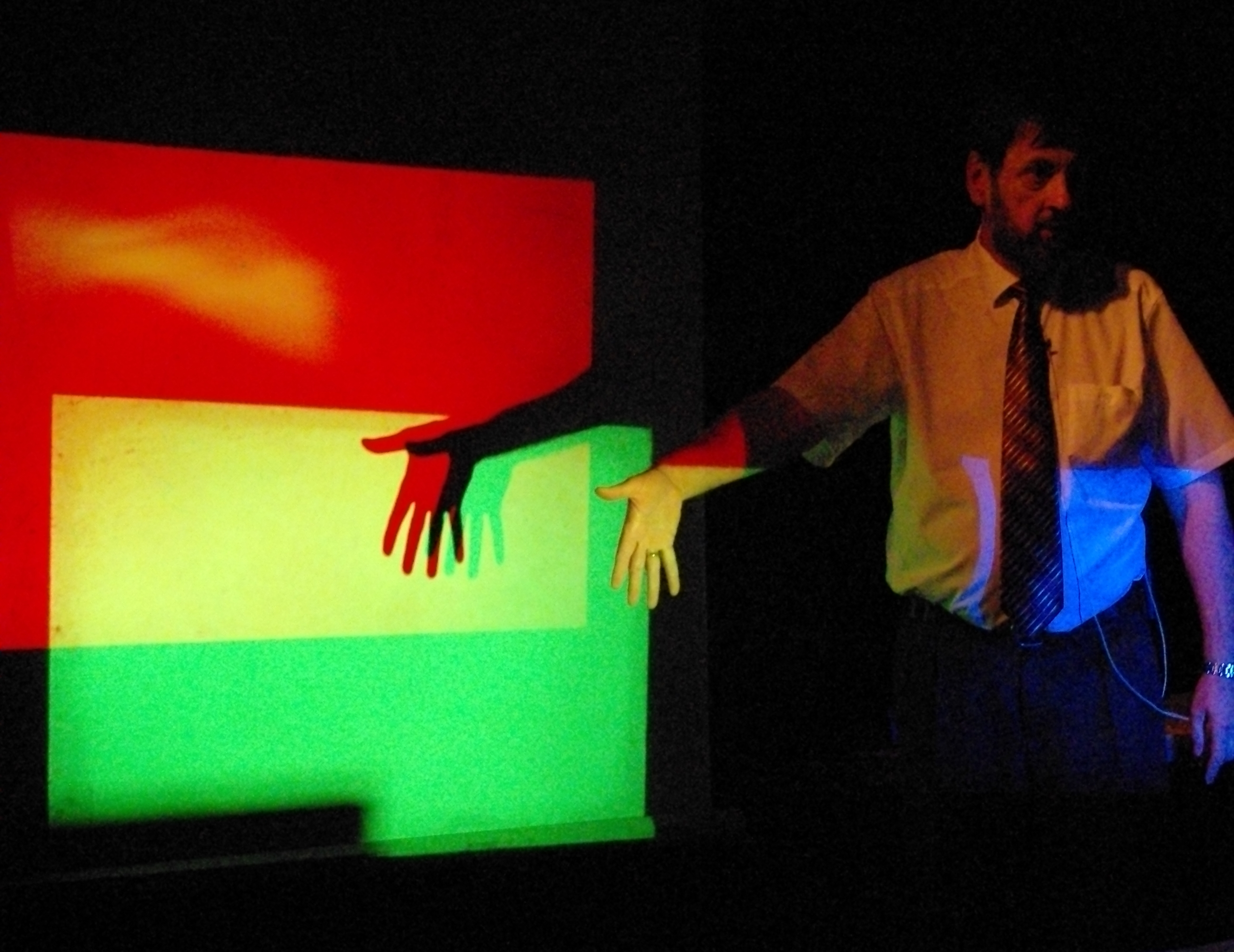
Змішування адитивних кольорів

| Джерело світла    | Блакитне (від короткої до середньої довжини хвилі) та жовте (від середньої до довгої хвилі) світло випромінюють від двох різних проєкторів.    |
| ----------------- | --- |
| Проєкційний екран | І блакитний, і жовтий відбиваються відбиваються на екрані.                                                                                     |
| Сітківка          | Середні хвилі на сітківці активуються як блакитним, так і жовтим світлом, тоді як короткі — блакитним, а довгі — жовтим.                       |
| Мозок             | Мозок отримує сигнали про деякі короткі хвилі, декілька середніх та деякі довгі хвилі. Він інтерпретує сигнал як блідий (ненасичений) зелений. |